# 赫利奥波利斯
30°07′46.3″N 31°17′20″E / 30.129528°N 31.28889°E

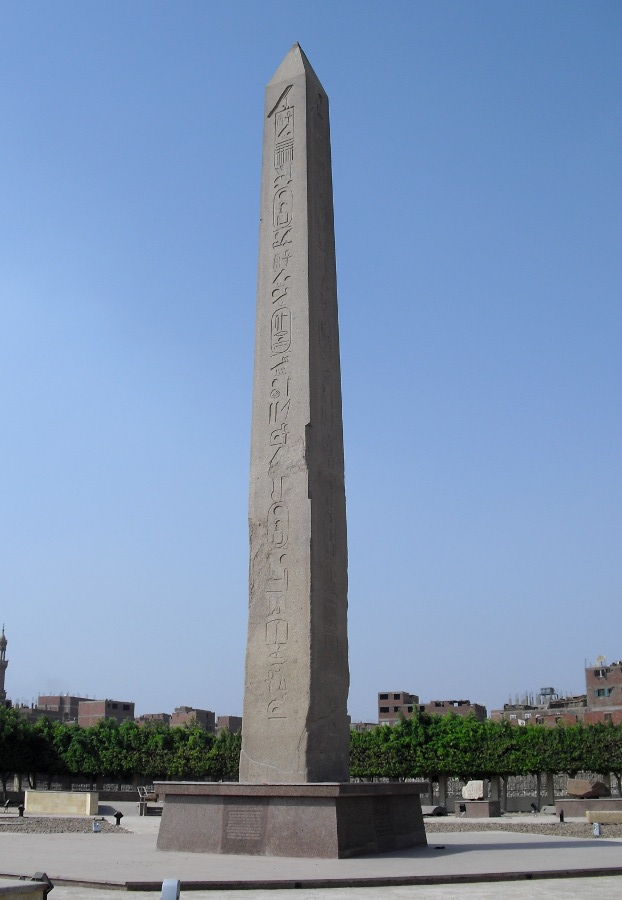
辛努塞尔特一世所建的方尖碑

赫利奥波利斯（羅馬化：jwnw），和合本舊約聖經作伯‧示麥，是古希腊人对古埃及城市奧灣努（Iwnw）或昂(On)的称呼，意为「太陽城」。该城为下埃及第十三省省会，其重要性在宗教方面。太阳神拉的庙宇居古埃及第二，仅次于底比斯的阿蒙神庙。古王国时期（约公元前2575年—约公元前2130年）埃及第五王朝拉神成为全国崇拜对象。故影响甚巨。现仅存最古老的辛努塞尔特一世所建的方尖碑。

## 名称
赫利奥波利斯（Heliopolis）是古希腊语Ἡλιούπολις的转写，直译为“海利歐斯城”。赫利俄斯是古希腊神话中的太阳神，古希腊人习惯于将希腊神话中的神灵等同于某个外族神，这里被用来指代赫利奥波利斯的地方神拉和亚图姆。

赫利奥波利斯的本名是jwnw或iwnw等，意为“柱子”，在圣经希伯来语中写作“Ōn（אֹן）”或者“ʾĀwen（אָוֶן）”。一些学者认为该词可能保留了早期埃及语的发音，这个名字以科普特语ŌN（ⲱⲛ）而流传下来。